# Персидский эйренис
Персидский эйренис (лат. Eirenis persicus) — вид змей семейства ужеобразных.

## Описание
Мелкие змейки, очень близки к роду эйренисы, с которыми их долгое время отождествляли. Отличаются от последних, в частности, очень тонким телом.
Общая длина составляет 37 см. Голова заметно сжата, очень слабо отделена от шеи. Верх светло-оливкового цвета с коричневым оттенком, задняя половина туловища светлее передней. Середина каждой чешуйки тела заметно светлее её сторон. Морда светлая, другая часть головы чёрно-бурая, позади головы бывает выражен поперечный ошейник, занимающий ширину 5-6 чешуек. У самок на передней части туловища узкие не резкие тёмные поперечные полоски, которые постепенно мельчают и исчезают по направлению к хвосту. У самцов туловище одноцветное без поперечных полосок. Брюхо светлое, без пятен.

## Образ жизни
Любит каменистые склоны с глинисто-щебнистой почвой, поросшие полынью, эфедрой, околицы. Встречается на высоте до 1000 м над уровнем моря. Скрывается под камнями и в трещинах почвы. Появляется в апреле. Ведёт скрытный, обычно сумеречный образ жизни. Питается насекомыми и мелкими беспозвоночными.
Яйцекладущая змея. Самка в середине июня откладывает до 5 яиц размером 14-15 х 5-6 мм.

## Распространение
Обитает от юго-восточной Турции и Ирака на западе до Пакистана и северо-запада Индии на востоке. Встречается в южном Туркменистане на хребте Копетдаг и на крайнем юге Армении.